# 1938 en arts plastiques
| Années des arts plastiques : 1935 - 1936 - 1937 - 1938 - 1939 - 1940 - 1941    |
| Décennies des arts plastiques : 1900 - 1910 - 1920 - 1930 - 1940 - 1950 - 1960 |

Cette page concerne l'année 1938 en arts plastiques.

## Événements
- 27 octobre : Inauguration de la Colonne sans fin, sculpture de Constantin Brâncuși, à Târgu Jiu (Roumanie).

## Œuvres
- Taxi pluvieux, installation de Salvador Dalí.

## Naissances
- 2 janvier : Robert Smithson, artiste américain († 20 juillet 1973),
- 3 janvier : Igor Alexandrovitch Voulokh, peintre soviétique puis russe († 28 novembre 2012),
- 5 janvier :
  - Sandor Kiss, sculpteur, peintre et dessinateur français et hongrois († 29 décembre 2013),
  - Jaber Al Mahjoub, peintre et sculpteur franco-tunisien († 21 octobre 2021),
- 7 janvier : Roland Topor, peintre et dessinateur français,
- 12 janvier : Félix Rozen, peintre, photographe, graveur et sculpteur français († 6 octobre 2013),
- 23 janvier : Georg Baselitz, peintre allemand,
- 25 janvier : Arnold Stékoffer, peintre et sculpteur suisse († 12 janvier 2007),
- 1er février: Niculiţă Secrieriu, peintre roumain († 3 août 2002),
- 8 mars : Daniel Pandini, peintre français († 6 mars 2013),
- 25 mars : Daniel Buren, peintre français,
- 14 avril : Durdy Bayramov, peintre turkmène († 14 février 2014),
- 24 avril : Jean-Olivier Héron, illustrateur, écrivain et éditeur français († 24 janvier 2017),
- 5 mai : Jerzy Skolimowski, réalisateur, comédien, poète, scénariste et peintre polonais,
- 10 mai : Jacques Sultana, peintre hyperréaliste français († 24 juillet 2012),
- 16 mai : Émilienne Farny, peintre suisse († 7 juin 2014),
- 1er juin : Pierre Laffillé, peintre et graveur français († 4 juin 2011),
- 1er juillet : Jacques Poli, peintre français († 12 avril 2002),
- 3 juillet : Carlos Braché, peintre, dessinateur, illustrateur et lithographe péruvien,
- 6 juillet : Takuma Nakahira, photographe et critique photographique japonais († 1er septembre 2015),
- 22 juillet : Thea Gerard, peintre néerlandaise († 13 octobre 1987),
- 24 juillet : Eugene James Martin, peintre américain († 1er janvier 2005),
- 28 juillet : Pierre Gilou, peintre français († 22 août 2019),
- 8 août : Edouard Zelenine, peintre soviétique puis russe († 15 mars 2002),
- 17 août : Valeri Levental, peintre et décorateur de théâtre soviétique puis russe († 8 juin 2015),
- 1er septembre : Per Kirkeby artiste danois,
- 15 septembre : Claude Gilli, peintre et sculpteur français († 28 juin 2015),
- 21 septembre : Eduardo Úrculo, peintre et sculpteur espagnol († 31 mars 2003),
- 22 septembre : Victor Montalti, peintre et sculpteur français († 27 février 2019),
- 4 octobre : Aldo Mondino, sculpteur et peintre italien († 10 mars 2005),
- 10 octobre : Judith Mason, peintre sud-africaine († 29 décembre 2016),
- 31 octobre : Roger Suraud, peintre français († 31 mai 2016),
- 10 novembre : Giacomo de Pass, peintre, sculpteur, lithographe et dessinateur italien,
- 12 novembre : Jim Leon, peintre britannique († 14 janvier 2002),
- 15 novembre : Jean-Claude Fiaux, peintre et lithographe français,
- 24 novembre : Jef Gravis, peintre et plasticien français († 10 mai 2015),
- 26 novembre : Pierre Lagénie, sculpteur français († 25 mars 2020),
- 16 décembre : Michel Parmentier, peintre français († 24 juin 2000),
- 31 décembre : Monica Sjöö, peintre, écrivaine et anarcho-féministe suédoise († 8 août 2005),

- ? :
  - Alain Dupuis, peintre et licier français († 30 juin 2006),
  - Edmond Freess, scénariste, réalisateur, acteur et peintre français († 3 avril 2016),
  - Hiroyuki Moriyama, artiste japonais,
  - Brice Marden, peintre et graveur américain.

## Décès
- 12 janvier : 
  - Oscar Florianus Bluemner, peintre américain né allemand († 21 juin 1867),
  - Eugène Lomont, peintre français (° 25 septembre 1864),
- 14 janvier : Giacomo Grosso, peintre italien (° 23 mai 1860),
- 18 janvier : Allan Österlind, peintre suédois (° 2 novembre 1855),
- 19 janvier : Émile Bastien-Lepage, peintre français (° 20 janvier 1854),
- 20 janvier : Vladimir Hagenmeister, peintre, graphiste, illustrateur, enseignant, historien de l'art et éditeur russe puis soviétique (° 30 juin 1887),
- 24 janvier : Jules Grün, peintre, illustrateur et affichiste français (° 26 mai 1868),
- 25 janvier : Jules Girardet, peintre et illustrateur français d'origine suisse (° 10 avril 1856),
- 26 janvier : Eugène-Jules Eudes, aquarelliste français (° 11 mai 1856),
- 4 février : Raymond Sabouraud, médecin, peintre et sculpteur français (° 24 novembre 1864),
- 5 février :
  - Ernest Clair-Guyot, peintre, illustrateur, lithographe et photographe français (° 30 juin 1856),
  - Sergueï Vinogradov, peintre russe puis soviétique (° 13 juillet 1869),
- 6 février : Marianne von Werefkin, peintre russo-suisse (° 11 septembre 1860),
- 10 février : Jean-Émile Buland, peintre, graveur, lithographe et illustrateur français (° 25 octobre 1857),
- 17 février : Félix Carme, peintre français (° 20 janvier 1863),
- 26 février : Aleksandrs Drēviņš, peintre russe puis soviétique (° 15 juillet 1889),
- 28 février : Ettore De Maria Bergler, peintre italien  (° 25 décembre 1850),
- 3 mars : Charles Spindler, peintre, illustrateur, ébéniste, écrivain et photographe français (° 11 mars 1865),
- 4 mars : Thamine Tadama-Groeneveld, peintre néerlandaise (° 15 octobre 1871),
- 12 mars : Alphonse Stengelin, peintre, graveur aquafortiste et lithographe français (° 26 septembre 1852),
- 14 mars : Tobeen, de son vrai nom Félix Bonnet, peintre français (° 20 juillet 1880),
- 16 mars : Vincenzo Migliaro, peintre et graveur italien (° 8 octobre 1858),
- 22 mars : Edgard Farasyn, peintre belge (° 14 août 1858),
- 27 mars : Romolo Bacchini, peintre, musicien, poète et réalisateur, pionnier du cinéma italien (° 11 avril 1872),
- 30 mars : Adolphe Albert, peintre, graveur et militaire français (° 28 juin 1853),
- 5 avril : Hugo Naude, peintre britannique puis sud-africain (° 23 juillet 1868),
- 7 avril : Suzanne Valadon, modèle et peintre française (° 23 septembre 1865),
- 13 avril : Alphonse Roubichou, peintre impressionniste français (° 30 octobre 1861),
- 15 avril : Jan Vilímek, peintre et illustrateur austro-hongrois puis tchécoslovaque (° 1er janvier 1860),
- 22 avril : Herman Matzen, sculpteur américain (° 15 juillet 1861),
- 1er mai : Giuseppe Boano, peintre, graveur, affichiste et illustrateur italien (° 20 novembre 1872),
- 2 mai : René Pinard, peintre et graveur français (° 8 mars 1883),
- 5 mai : Étienne Mein, peintre et graveur français (° 27 novembre 1865),
- 12 mai : Alexandre Iacovleff, peintre russe naturalisé français (° 25 juin 1887),
- 18 mai : Iakov Mintchenkov, peintre russe puis soviétique (° 13 avril 1871),
- 30 mai : René Leverd, aquarelliste, affichiste et illustrateur français (° 5 février 1872),
- 31 mai : Hale Asaf, peintre turque (° 1905),
- 2 juin : Louis Morin, caricaturiste, illustrateur et peintre français (° 5 août 1855),
- 4 juin : Émile Dezaunay, peintre et graveur français (° 25 février 1854),
- 12 juin : Lajos Tihanyi, peintre hongrois (° 19 octobre 1885),
- 15 juin : Ernst Kirchner, peintre allemand (° 6 mai 1880),
- 19 juin : Roger Grillon, peintre, illustrateur et graveur sur bois français (° 28 septembre 1881),
- 11 juillet : Georges-Antoine Rochegrosse, peintre, décorateur, illustrateur et graveur français (° 2 août 1859),
- 17 juillet : Victor Pierre Ménard, peintre français (° 8 février 1857),
- 22 juillet : Georges Joseph Rasetti, peintre, céramiste et graveur français (° 15 janvier 1851),
- 24 juillet : Pedro Figari, peintre, écrivain et homme politique uruguayen (° 29 juin 1861),
- 27 juillet : Gustave Riquet, peintre français (° 26 juin 1866),
- 4 août : Léon Danchin, sculpteur, peintre animalier et graveur français (° 21 juin 1887),
- 8 août : Charles Dufresne, peintre, graveur, sculpteur et décorateur français (° 23 novembre 1876),
- 26 août : Théodor Axentowicz, peintre et professeur d'université polonais d'origine arménienne (° 13 mai 1859),
- 24 septembre : Eugène Delâtre, peintre français (° 10 décembre 1864),
- 6 octobre : Noël Dorville, peintre, caricaturiste et affichiste français (° 12 mai 1874),
- 10 octobre : Bahire Bediş Morova Aydilek, femme politique et peintre turque (° 1897),
- 16 octobre : Louis Carbonnel, peintre français (° 1er mars 1858),
- 30 octobre : Raoul de Mathan, peintre français (° 11 mars 1874),
- 31 octobre : Henri Royer, peintre français (° 22 janvier 1869),
- ? octobre : Victor-Jean Daynes, peintre français (° 21 décembre 1854),
- 23 novembre : Erik Werenskiold, peintre et dessinateur norvégien (° 11 février 1855),
- 26 novembre :
  - Orneore Metelli, peintre italien (° 2 juin 1872),
  - Henri Villain, peintre français (° 20 juin 1878),
- 12 décembre : Maurice Ray, peintre et illustrateur français (° 27 janvier 1863),
- 17 décembre : Ogawa Mokichi, peintre japonais (° 11 mars 1868),
- 27 décembre :
  - Eugène Chaperon, peintre et illustrateur français (° 7 février 1857),
  - André Sinet, peintre, dessinateur, illustrateur, lithographe, affichiste, portraitiste et pastelliste français (° 19 février 1867),
- 31 décembre : Richard Roland Holst, peintre et graphiste néerlandais (° 4 décembre 1868),
- ? :
  - Annette Abrard,  peintre française (° 12 août 1860),
  - Albert Aublet, peintre français (° 18 janvier 1851),
  - Adolfo Belimbau, peintre italien (° 1845),
  - Vittorio Cavalleri, peintre italien (° 16 février 1860),
  - Carlos-Lefebvre, peintre paysagiste français (° 30 avril 1853),
  - Marie Desliens, peintre française (° 1856),
  - Émile Godchaux, peintre français (° 1860),
- Après 1938 :
- Federigo Pedulli, peintre italien (° 15 février 1860).